# Сафроновка (Крым)
Сафро́новка (укр. Сафронівка, крымскотат. Safronovka, Сафроновка) — исчезнувшее село в Первомайском районе Республики Крым, располагавшееся в северной части района, в степной части Крыма, примерно в 2,5 километрах севернее современного села Гришино.

### Динамика численности населения
- 1889 год — 111 чел.[5]
- 1892 год — 138 чел.[6]
- 1900 год — 184 чел.[7]
- 1915 год — 101/45 чел.[8][9]
- 1926 год — 113 чел.[10]

## История
Впервые в доступных источниках Сафроновка встречается в «Памятной книге Таврической губернии 1889 года», по результатам Х ревизии 1887 года, согласно которой в деревне Ишуньской волости Перекопского уезда числилось 22 двора и 111 жителей.
После земской реформы 1890 года Сафроновку отнесли к Джурчинской волости. Согласно «…Памятной книжке Таврической губернии на 1892 год», в деревне Сафроновка, не входившей ни в одно сельское общество и находящейся в собственности мещан Гуковых, было 138 жителей в 21 домохозяйстве. Сохранился документ о выдаче ссуды Гукам под залог имения при деревнях Бигень, Кельдыяр и Бурундук (она же Сафроновка) от 1896 года. По «…Памятной книжке Таврической губернии на 1900 год» в деревне Сафроновка (мещанина Гукова) числилось 184 жителя в 22 дворах. По Статистическому справочнику Таврической губернии. Ч.II-я. Статистический очерк, выпуск пятый Перекопский уезд, 1915 год, в экономии братьев Гук Софроновка Джурчинской волости Перекопского уезда числилось 8 дворов (2 двора с землёй, 6 — безземельные) с русским населением в количестве 101 человека приписных жителей и 45 «посторонних», из которых 90 мужчин и 56 женщин. При экономии числилось 600 десятин удобной земли. В хозяйствах имелось 40 лошадей, 20 коров и 150 голов мелкого скота.
После установления в Крыму Советской власти и учреждения 18 октября 1921 года Крымской АССР, в составе Джанкойского уезда был образован Курманский район, в состав которого включили село. В 1922 году уезды получили название округов. 11 октября 1923 года, согласно постановлению ВЦИК, в административное деление Крымской АССР были внесены изменения, в результате которых был ликвидирован Курманский район и село включили в состав Джанкойского. Согласно Списку населённых пунктов Крымской АССР по Всесоюзной переписи 17 декабря 1926 года, в селе Сафроновка, Джурчинского сельсовета Джанкойского района, числилось 20 дворов, все крестьянские, население составляло 113 человек. В национальном отношении учтено: 71 украинец и 43 русских. Постановлением ВЦИК РСФСР от 30 октября 1930 года был создан Фрайдорфский еврейский национальный район (переименованный указом Президиума Верховного Совета РСФСР № 621/6 от 14 декабря 1944 года в Новосёловский) (по другим данным 15 сентября 1931 года) и село включили в его состав, а после разукрупнения в 1935-м и образования также еврейского национального Лариндорфского (переименованный указом Президиума Верховного Совета РСФСР № 621/6 от 14 декабря 1944 года в Первомайский), село переподчинили новому району. С 25 июня 1946 года селение в составе Крымской области РСФСР, а 26 апреля 1954 года Крымская область была передана из состава РСФСР в состав УССР. Время включения в Гришинский сельсовет пока не выяснено: на 15 июня 1960 года село уже числилось в его составе. Ликвидировано к 1968 году (согласно справочнику «Крымская область. Административно-территориальное деление на 1 января 1968 года» — в период с 1954 по 1968 годы как село Гришинского сельсовета).